# Distretto di Zhenjiang
Il distretto di Zhenjiang (浈江区S, Zhēnjiāng QūP) è un distretto della Cina, situato nella provincia del Guangdong e amministrato dalla prefettura di Shaoguan.